# كأس آسيا للسيدات 1979
بطولة آسيا لكرة القدم للسيدات 1979 أقيمت في كلكوتا في الهند في الفترة من 15 يناير إلى 21 يناير وقد حقق لقبها منتخب تايبيه للمرة الثانية في تاريخه.

## روابط إضافية
- RSSSF.com
- Contgames-Women